# Niklas Hult
Bo Niklas Hult (Värnamo, 13 febbraio 1990) è un calciatore svedese, centrocampista dell'Elfsborg.

## Caratteristiche tecniche
Esterno sinistro polivalente, può essere schierato anche come terzino sinistro o come ala sinistra.

## Palmarès

### Competizioni nazionali
- Campionato svedese: 1

Elfsborg: 2012
- Coppa di Svezia: 1

Elfaborg: 2013-2014
- Campionato greco: 1

AEK Atene: 2017-2018